# 刘约翰
刘约翰（1920年—？），男，浙江宁波人，中国传染病学家，曾任重庆医科大学教授、博士生导师。